# Brouwerij Ginder-Ale

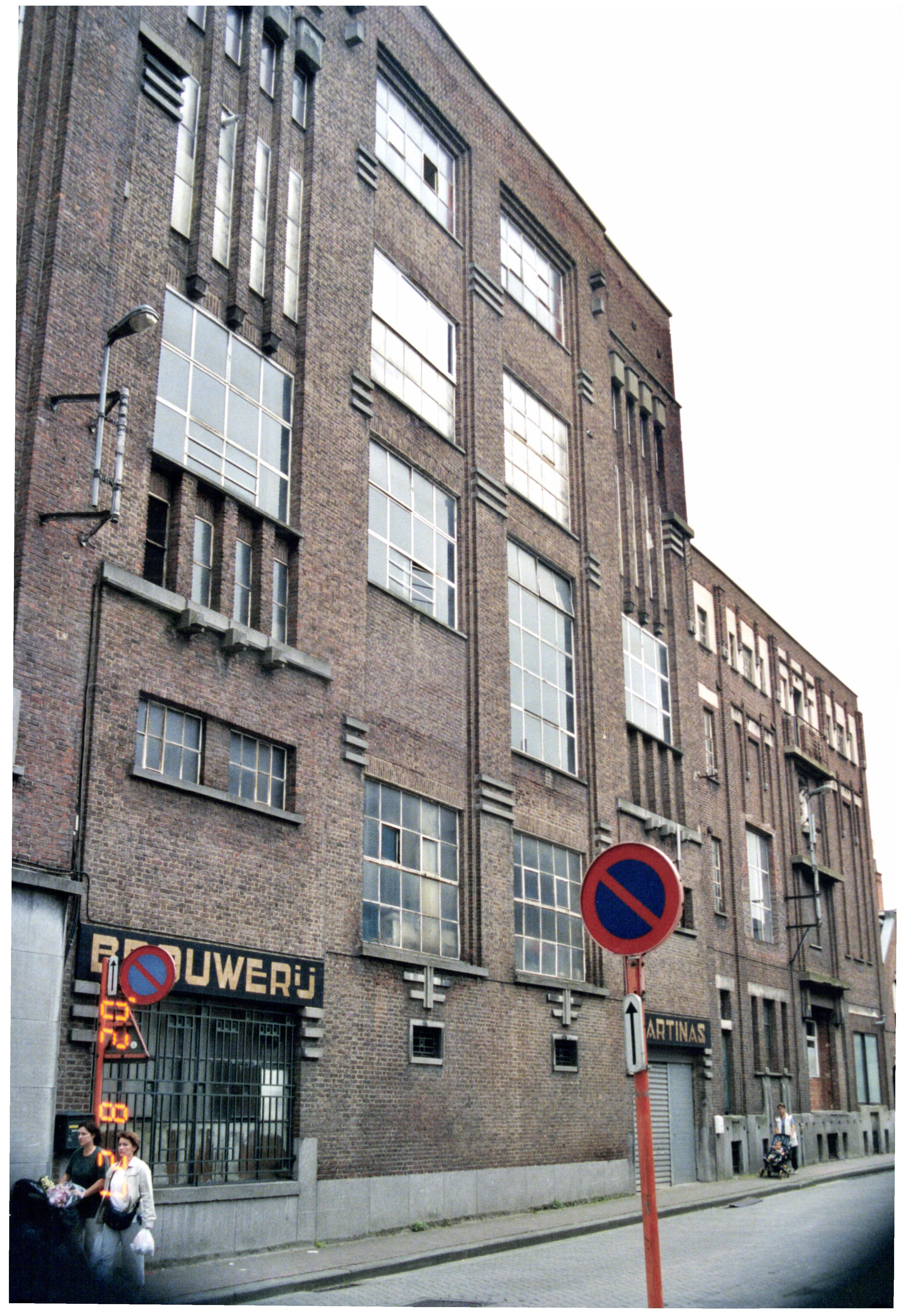
Brouwerijgebouw in 2002

Brouwerij Ginder-Ale of Brouwerij Martinas, is een voormalige bierbrouwerij in de Belgische gemeente Merchtem. De naam werd Martinas werd simpelweg overgenomen van de Latijnse benaming van de gemeente.
Brouwer Joseph van Ginderachter (1889-1959) was enige tijd burgemeester van Merchtem en provincieraadslid voor de provincie Brabant.

## Hoge gisting
De brouwerij werd in 1871 opgericht door Florentinus De Boeck (Humbeek, 18 november 1826- Merchtem, 1892) - de vader van componist August De Boeck - en ze werd in 1888 overgenomen door Corneel van Ginderachter. Na het overlijden van Corneel werd het bedrijf geleid door zijn echtgenote Hendrika van Nuffel, die tijdens de  Eerste Wereldoorlog haar koperen ketels diende af te staan aan de Duitsers.
In 1928 lanceerde zoon Joseph het hoge gistingsbier Ginder Ale, een bier van het type Spéciale belge dat volgens kenners nauw aanleunde bij de smaak van het Antwerpse Bolleke of Palm uit Steenhuffel.
Het bedrijf kende in de jaren 50 het grootste succes en stelde op zijn hoogtepunt 180 mensen tewerk. In 1973 werd het overgenomen door Brouwerij Artois - vanaf 1988 Interbrew - en die bleef er brouwen tot 1991. Van dan af werd de productie overgebracht naar Leuven en tot oktober 2020 werd er nog jaarlijks 3.000 hectoliter aangemaakt. Dit bier werd meestal verdeeld in de omgeving van Merchtem.
Door de opeenvolgende fusies is Brouwerij Ginder-Ale een onderdeel van Anheuser-Busch InBev. De gebouwen zelf wachten in 2012 nog altijd op een nieuwe bestemming. Volgens de laatste berichten spreekt men van een gedeeltelijke of totale afbraak. In afwachting van de nieuwe bestemming van de gebouwen van Ginder-Ale werden alle bewoonbare delen van het gebouw als lofts en wooneenheden ingericht.
Ondertussen is de gedeeltelijke afbraak en renovatie gestart van de leegstaande brouwerij Ginder Ale. In het imposante gebouw, dat liefst dertig meter hoog is, komen 104 rusthuiskamers, 17 serviceflats, 15 lofts, 20 appartementen en 2 winkelruimtes. Het project kost meer dan 25 miljoen euro.
In Merchtem draagt het OCMW-rusthuis nu nog de naam van Burgemeester J. Van Ginderachter.